# Teo Barth
Teo Barth (* 8. Juni 1931 in Cröbern; † 5. Dezember 2022) war Fußballspieler in der DDR-Oberliga für die BSG Chemie Leipzig und den SC Lok Leipzig. Nach seiner Karriere als Fußballspieler war er 12 Jahre lang Mannschaftsarzt beim 1. FC Lokomotive Leipzig. Daneben praktizierte er unter anderem als promovierter Facharzt für Sportmedizin.

## Biografie
Barth bestritt vier Spielzeiten in der DDR-Oberliga, der höchsten Spielklasse im DDR-Fußball. Seinen Oberligaeinstand gab er 22-jährig mit der BSG Chemie Leipzig am 20. September 1953, dem 1. Spieltag der Saison 1953/54. In der Begegnung BSG Chemie – Rotation Babelsberg (3:1) wurde er als Linksaußenstürmer eingesetzt. Diese Position behielt er bis zur Winterpause, wobei er sich sofort in die Stammelf hineinspielte. In der zweiten Saisonhälfte stellte Trainer Alfred Kunze die Mannschaft auf mehreren Positionen um, und Barth spielte fortan als linker Verteidiger. Verletzungsbedingt konnte Barth die letzten fünf Punktspiele nicht bestreiten, von den insgesamt 28 Meisterschaftsspielen absolvierte er 22 Begegnungen und schoss dabei zwei Tore.
Als im September 1954 der Sportclub Lokomotive Leipzig gegründet wurde, wurde Barth von dessen Sektion Fußball übernommen. Diese übernahm den Oberligaplatz der BSG Chemie, Trainer blieb Alfred Kunze. Barth gehörte allerdings nicht mehr zur Stammmannschaft und kam nur in vier Oberligapunktspielen zum Einsatz. Im Sommer 1955 schied Barth völlig aus dem Oberligakader des SC Lok aus. Erst in der Saison 1957 tauchte er bei Lok wieder in der höchsten Spielklasse auf. Inzwischen war der Oberligaspielplan auf das Kalenderjahr umgestellt worden, als Verteidiger bestritt Barth in dieser Spielzeit in den Monaten Juni und Juli vier Punktspiele, von denen er aber nur zwei über die volle Spieldauer absolvierte. In der Saison 1958 wurde Barth nur in einem Oberligaspiel eingesetzt. Die Partie SC Lok – Vorwärts Berlin (1:0) am 3. August 1958 war zugleich sein letztes Pflichtspiel für die Leipziger. In seinen vier Oberligaspielzeiten hatte er damit 31 Punktspiele bestritten und zwei Tore erzielt.
Ab 1963 praktizierte der inzwischen promovierte Barth als Facharzt für Orthopädie, vier Jahre später als Facharzt für Sportmedizin. 1976 wurde er zum Oberarzt in der Städtischen Klinik für Orthopädie und Rehabilitation „Dr. Georg Sacke“ in Leipzig-Probstheida berufen. Bereits 1966 war er zum Oberligafußball zurückgekehrt, nun als Mannschaftsarzt der Oberligamannschaft des 1. FC Lokomotive Leipzig. Dieses Amt übte er bis 1984 aus.